# Liga Nogometnog saveza područja Nova Gradiška 1971./72.
Liga Nogometnog saveza područja Nova Gradiška također i kao Područna liga Nova Gradiška, Područna liga NSP Nova Gradiška je bila liga četvrtog stupnja nogometnog prvenstva Jugoslavije u sezoni 1971./72. 
 
Sudjelovalo je 9 klubova, a prvak je bio klub "Mladost" iz Cernika. 

## Ljestvica
| mj. | klub                  | ut. | pob. | ner. | por. | gol+ | gol- | bod |
| --- | --------------------- | --- | ---- | ---- | ---- | ---- | ---- | --- |
| 1.  | Mladost Cernik        | 16  | 10   | 5    | 1    | 58   | 19   | 25  |
| 2.  | Psunj Okučani         | 16  | 11   | 3    | 2    | 42   | 19   | 25  |
| 3.  | Jedinstvo Novska      | 16  | 10   | 1    | 5    | 56   | 31   | 21  |
| 4.  | Slavonac Nova Kapela  | 16  | 7    | 5    | 4    | 43   | 21   | 17  |
| 5.  | Metalac Nova Gradiška | 16  | 7    | 0    | 9    | 39   | 53   | 14  |
| 6.  | Omladinac Vrbova      | 16  | 5    | 3    | 8    | 27   | 40   | 13  |
| 7.  | Graničar Laze         | 16  | 5    | 1    | 10   | 36   | 60   | 11  |
| 8.  | Budućnost Rešetari    | 16  | 4    | 2    | 10   | 17   | 37   | 10  |
| 9.  | Partizan Batrina      | 16  | 3    | 1    | 12   | 32   | 63   | 7   |

## Rezultatska križaljka
| kratica | klub                  | BUD | GRA | JED | MET | MLA | OML | PAR | PSU | SLA |
| --- | --------------------- | --- | --- | --- | --- | --- | --- | --- | --- | --- |
| BUD | Budućnost Rešetari    |     |     |     |     |     |     |     |     |     |
| GRA | Graničar Laze         |     |     |     |     |     |     |     |     |     |
| JED | Jedinstvo Novska      |     |     |     |     |     |     |     |     |     |
| MET | Metalac Nova Gradiška |     |     |     |     |     |     |     |     |     |
| MLA | Mladost Cernik        |     |     |     |     |     |     |     |     |     |
| OML | Omladinac Vrbova      |     |     |     |     |     |     |     |     |     |
| PAR | Partizan Batrina      |     |     |     |     |     |     |     |     |     |
| PSU | Psunj Okučani         |     |     |     |     |     |     |     |     |     |
| SLA | Slavonac Nova Kapela  |     |     |     |     |     |     |     |     |     |
| |                       |     |     |     |     |     |     |     |     |     |
| podebljan rezultat - utakmice od 1. do 9. kola (1. utakmica između klubova) rezultat normalne debljine - utakmice od 10. do 18. kola (2. utakmica između klubova) rezultat nakošen - nije vidljiv redoslijed odigravanja međusobnih utakmica iz dostupnih izvora rezultat smanjen * - iz dostupnih izvora nije uočljiv domaćin susreta prekrižen rezultat - poništena ili brisana utakmica p - utakmica prekinuta 3:0 p.f. / 0:3 p.f. - rezultat 3:0 bez borbe |                       |     |     |     |     |     |     |     |     |     |

 Izvori:

## Unutrašnje poveznice
- Slavonska zona - Posavska skupina 1971./72.